# Ugo Zagato
Ugo Zagato (25 de junio de 1890 - 31 de octubre de 1968) fue un diseñador de automóviles italiano, fundador y director de la empresa el carrocera Zagato, famosa por la ligereza de sus diseños.

## Semblanza

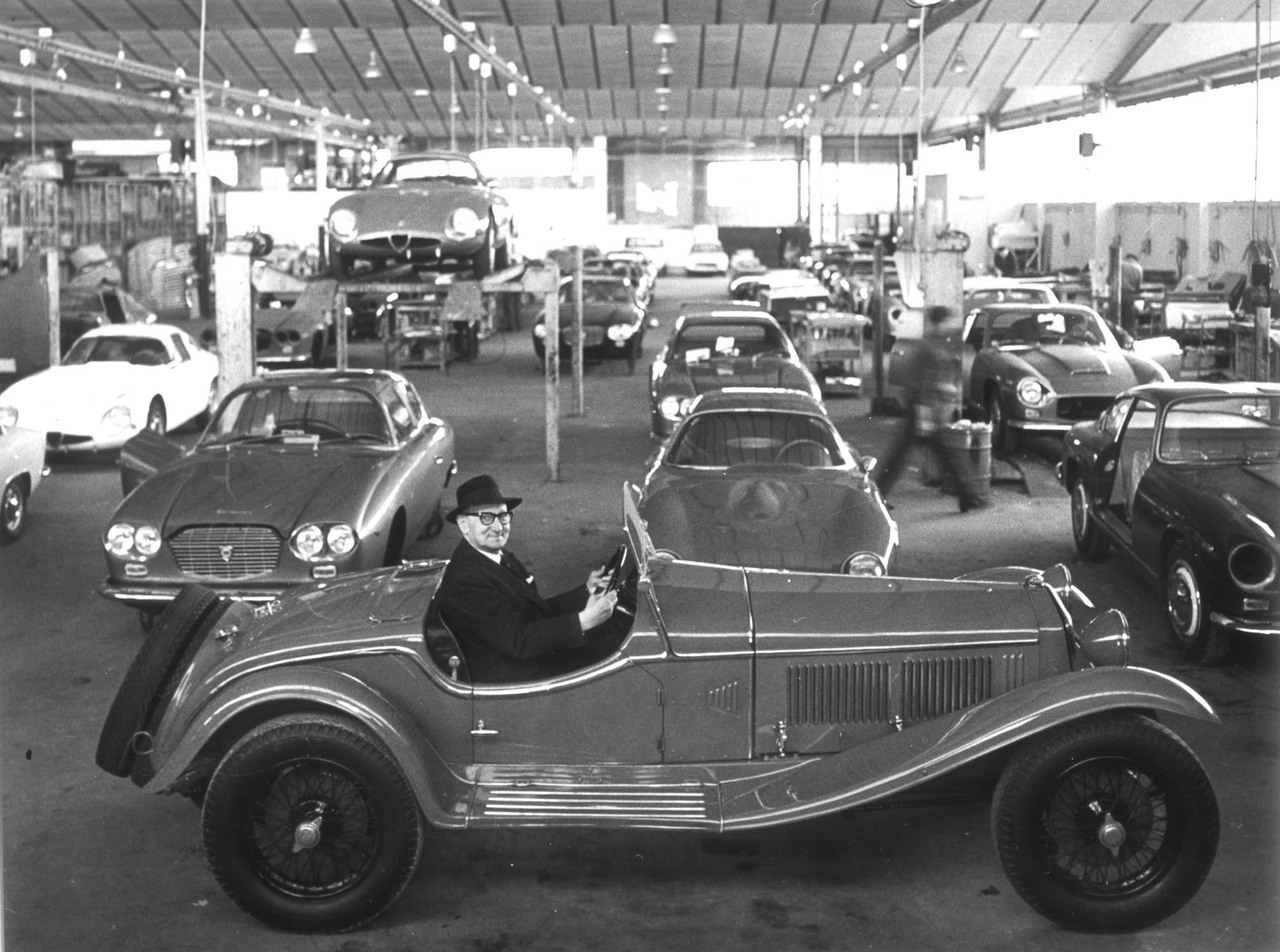
Ugo Zagato posa sobre un Alfa Romeo 6C 1750 GS que él mismo había carrozado años antes (década de 1960)

Zagato tuvo cinco hermanos y perdió a su padre en 1905, lo que le obligó a emigrar a Alemania para trabajar en la industria metalúrgica en Colonia. Regresó en 1909 para servir en el ejército y se unió a la empresa Carrozzeria Varesina de Varese, mientras estudiaba en la escuela de diseño de Santa María.
Durante Primera Guerra Mundial se trasladó a Turín y se unió al fabricante de aviones Pomilio, donde se familiarizó entre 1915 y 1919 con las técnicas de los fuselajes ligeros. Fundó en 1919 Carrozzeria Ugo Zagato & Co., un taller de Milán donde estableció estrechos vínculos con Alfa Romeo.
Su taller fue destruido y reconstruido en 1946 fuera de Milán después de Segunda Guerra Mundial junto con sus hijos Elio Zagato (1921-2009) y Gianni Zagato (nacido en 1929), siendo conocido como La Zagato.
Durante algún tiempo enfermo, Ugo Zagato murió de una enfermedad cardíaca el 31 de octubre de 1968 en su casa de Terrazzano, debido a un infarto mientras dormía.
Sus hijos continuaron las operaciones de la empresa tras el fallecimiento del fundador de la compañía.

## Premios
- Compasso d'Oro 1960 para el Fiat Abarth 1000